# Natalus tumidirostris
Natalus tumidirostris је сисар из реда слепих мишева и породице Natalidae. 

## Распрострањење
Врста има станиште у Венецуели, Гвајани, Колумбији, Суринаму, Тринидаду и Тобагу, Француској Гвајани и Холандским Антилима.

## Станиште
Врста Natalus tumidirostris има станиште на копну.

## Начин живота
Врста Natalus tumidirostris живи у пећинским хабитатима. Исхрана врсте Natalus tumidirostris укључује инсекте. 

## Угроженост
Ова врста није угрожена, и наведена је као последња брига јер има широко распрострањење.

### Популациони тренд
Популациони тренд је за ову врсту непознат.